# Tangzhuang (köpinghuvudort i Kina, Jiangsu Sheng, lat 32,77, long 119,74)
Tangzhuang (kinesiska: 汤庄, 汤庄镇) är en köpinghuvudort i Kina. Den ligger i provinsen Jiangsu, i den östra delen av landet, omkring 120 kilometer nordost om provinshuvudstaden Nanjing. Antalet invånare är 26 793. Befolkningen består av 13 606 kvinnor och 13 187 män. Barn under 15 år utgör 9,0 %, vuxna 15-64 år 71 %, och äldre över 65 år 18,0 %.
Runt Tangzhuang är det tätbefolkat, med 762 invånare per kvadratkilometer. Närmaste större samhälle är Xiaoji, 16,0 km söder om Tangzhuang. Trakten runt Tangzhuang består till största delen av jordbruksmark.
Genomsnittlig årsnederbörd är 1 119 millimeter. Den regnigaste månaden är juli, med i genomsnitt 254 mm nederbörd, och den torraste är januari, med 28 mm nederbörd.